# Apseudes larseni
Apseudes larseni is een naaldkreeftjessoort uit de familie van de Apseudidae. De wetenschappelijke naam van de soort is voor het eerst geldig gepubliceerd in 2006 door Knight & Heard.